# Sandra Golpe Cantalejo
Sandra Golpe Cantalejo (San Fernando, província de Cadis, 19 de juny de 1974) és una periodista espanyola. És llicenciada en Periodisme per la Universitat de Navarra i Master en Periodisme Audiovisual per l'Institut d'Especialistes en Periodisme Audiovisual (IEPA).

## Inicis
Els seus inicis periodístics tenen lloc al Diario de Cádiz, rotatiu amb el que col·labora durant els seus estudis. En 1997 participa en el naixement de Vía Digital, realitzant labors de producció i realització en el departament d'autopromocions d'aquesta plataforma.
En 1998 treballa com a redactora, productora i reportera en la cadena COPE -serveis informatius cap de setmana- i compagina aquesta activitat amb locucions publicitàries per a diferents empreses. Mesos abans de començar la seva marxa a CNN+, presenta informatius i programes musicals a Canal 7, televisió local madrilenya.
Treballa a CNN+ des del seu naixement, en febrer de 1999, i roman al canal prop d'una dècada. S'incorpora en primer lloc al departament d'autopromocions, com a locutora.
Al mateix temps, presenta els espais temàtics de la cadena i substitueix als presentadors dels serveis informatius. Del departament d'autopromocions passa a formar part de la plantilla de redactors. Des de 2004 presenta en CNN+ les notícies del cap de setmana. En paral·lel, dirigeix i presenta el programa de reportatges "Globalización XXI".
A l'octubre de 2008 va fitxar per Antena 3, on va presentar Antena 3 Noticias en els informatius matinals. Així mateix, va presentar al costat de Ramón Pradera, les notícies del cap de setmana, substituint Lourdes Maldonado per la seva baixa maternal.
Va presentar el programa Espejo Público durant les vacances de Susanna Griso en la Setmana Santa de 2009. Al setembre de 2009 co-presenta l'informatiu matinal d'Antena 3 al costat de Luis Fraga i Javier Alba, en els esports.
Al setembre de 2012, s'encarrego de presentar l'informatiu del cap de setmana al costat d'Álvaro Zancajo. Des de setembre de 2014 fins a juliol de 2016 s'encarregava de presentar l'informatiu de la segona edició al costat d'Álvaro Zancajo. Des del dilluns 12 de setembre de 2016, presenta i dirigeix amb María Rey, Antena 3 Noticias 1, amb Rocío Martínez en els esports i Vicente Barrios passa a presentar i dirigir Antena 3 Noticias 2.
És tertuliana habitual a l'espai radiofònic Más de uno, d'Onda Cero.

## Trajectòria a Antena 3
- 2008 - 2012: Las Noticias de la Mañana
- 2012 - 2014: Las Noticias del Fin de Semana
- 2014 - 2016: Las Noticias de las 9
- 2016 - actualitat: Las Noticias de las 3
- 2016 - actualitat: Espejo público

## Premis
Sandra Golpe va rebre el juliol de 2011 el premi Antena de Plata que li és atorgat per la seva per la seva proximitat i la qualitat del programa d'informatius Antena 3 Noticias.